# Yana Toom
Yana Toom (nascida em 15 de outubro de 1966) é uma política estónia e membro do Parlamento Europeu pela Estónia. Ela é membro do Partido do Centro da Estónia, parte da Aliança de Liberais e Democratas pela Europa.

## Carreira política
Nas eleições da Estónia de 2015, Toom terminou em terceiro lugar com 11.573 votos; no entanto, ela acabou decidindo em manter o seu assento no Parlamento Europeu.
Membro do ALDE (Grupo da Aliança dos Democratas e Liberais pela Europa), Toom é atualmente membro da Comissão do Emprego e dos Assuntos Sociais e da Comissão das Petições. De 2014 a 2019, atuou como coordenadora do seu grupo parlamentar na Comissão de Cultura e Educação. Ela também faz parte da delegação do parlamento à Comissão Parlamentar de Cooperação UE-Rússia desde 2014. Além das suas atribuições na comissão, ela é membro do Intergrupo do Parlamento Europeu sobre Pobreza Extrema e Direitos Humanos.
Em julho de 2016, Toom fez parte de uma pequena delegação de eurodeputados, incluindo Javier Couso Permuy e Tatjana Ždanoka, que viajou a Damasco para se encontrar com Bashar Al-Assad.